# Mateuspalast

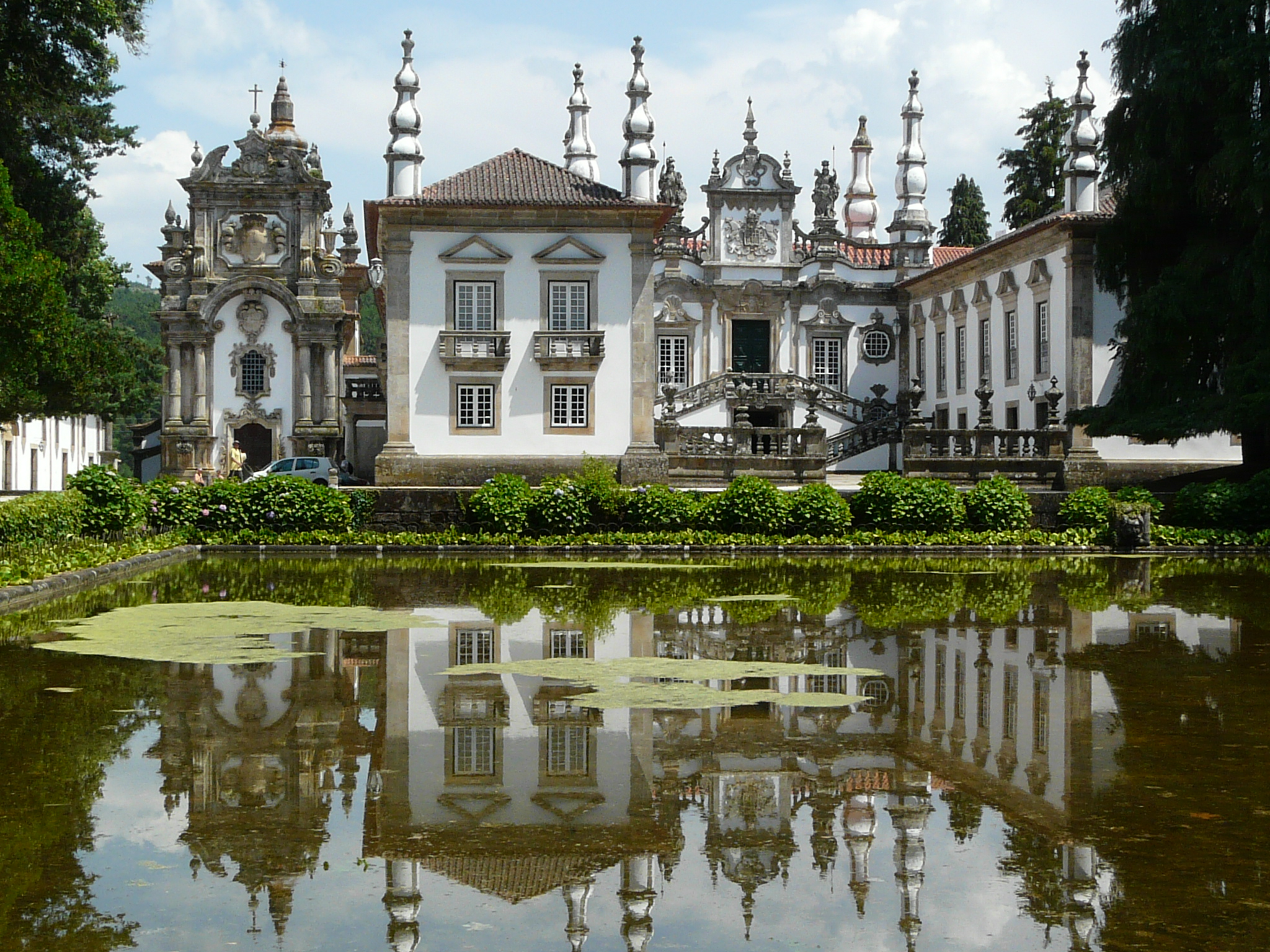
Außenansicht des Palastes

Der Mateuspalast befindet sich im Ort Mateus in Portugal, ca. 5 Kilometer von Vila Real entfernt.
Auf 1488 datiert das älteste Dokument, das hier ein Landgut belegt. Der Besitzer der Ländereien ließ hier nach seiner Heirat 1541 ein erstes Herrenhaus errichten, das von den nachfolgenden Generationen mehrfach ausgebaut und verändert wurde. Der heutige Barock-Palast entstand um 1743. Der Architekt war Nicolau Nasoni, der Palastbesitzer war der Adlige António José Botelho Mourão.
Bekannt ist der Palast auch für seinen großen Park. Im Park gibt es einen Teich mit einer Nymphe – eine Marmorskulptur von José Cutileiro. Im Mateuspalast gibt es eine Bibliothek und Wohnräume, die man besichtigen kann. Ölgemälde und Schränke mit orientalischem Geschirr  gehören zum Interieur des Palastes. In der Nähe des Palastes steht eine Kapelle im Barockstil des 18. Jahrhunderts.
Der Mateuspalast ist auf den Etiketten des Massenweins Mateus Rosé abgebildet, für den er lediglich Namensgeber war.

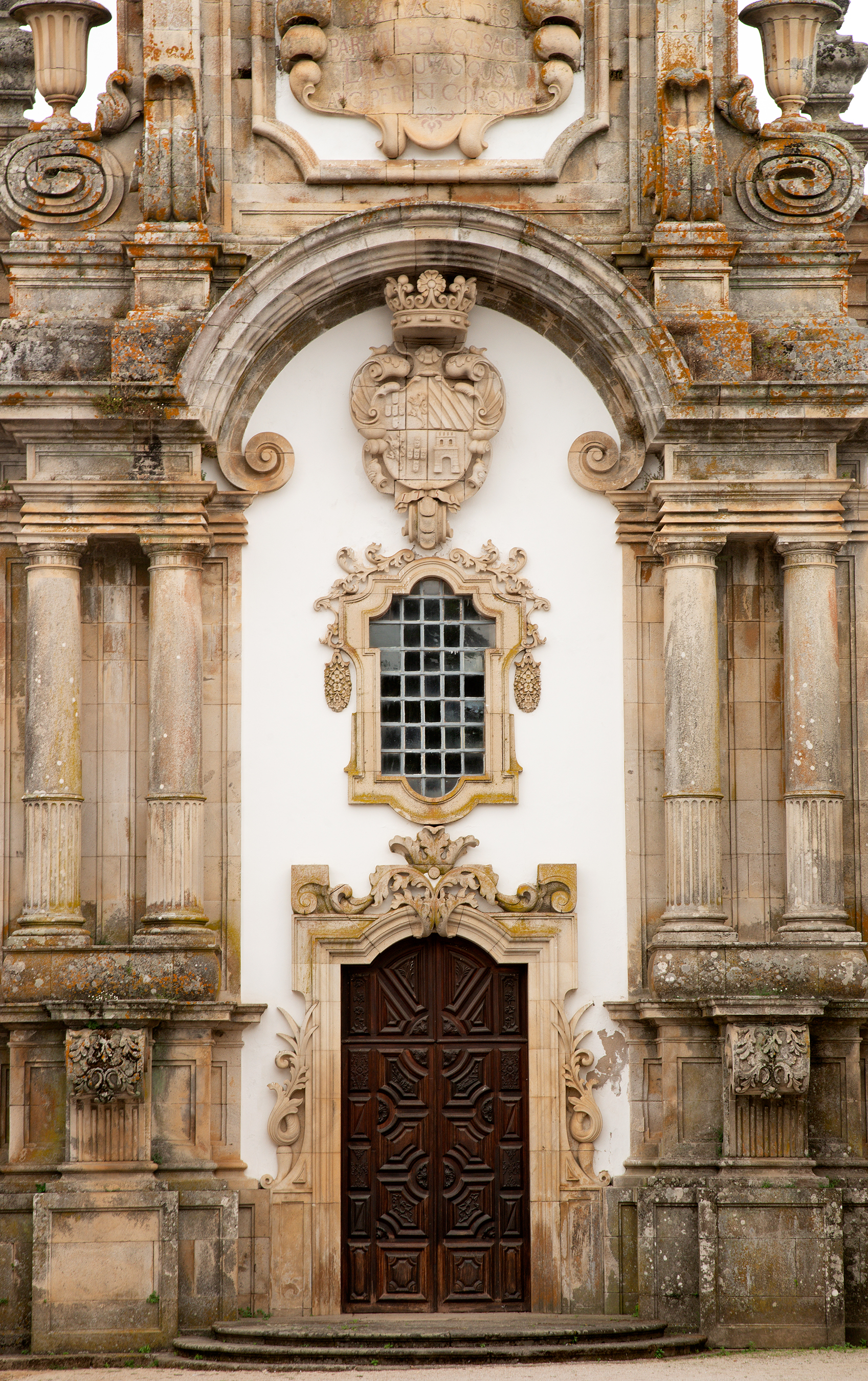
Kapelle
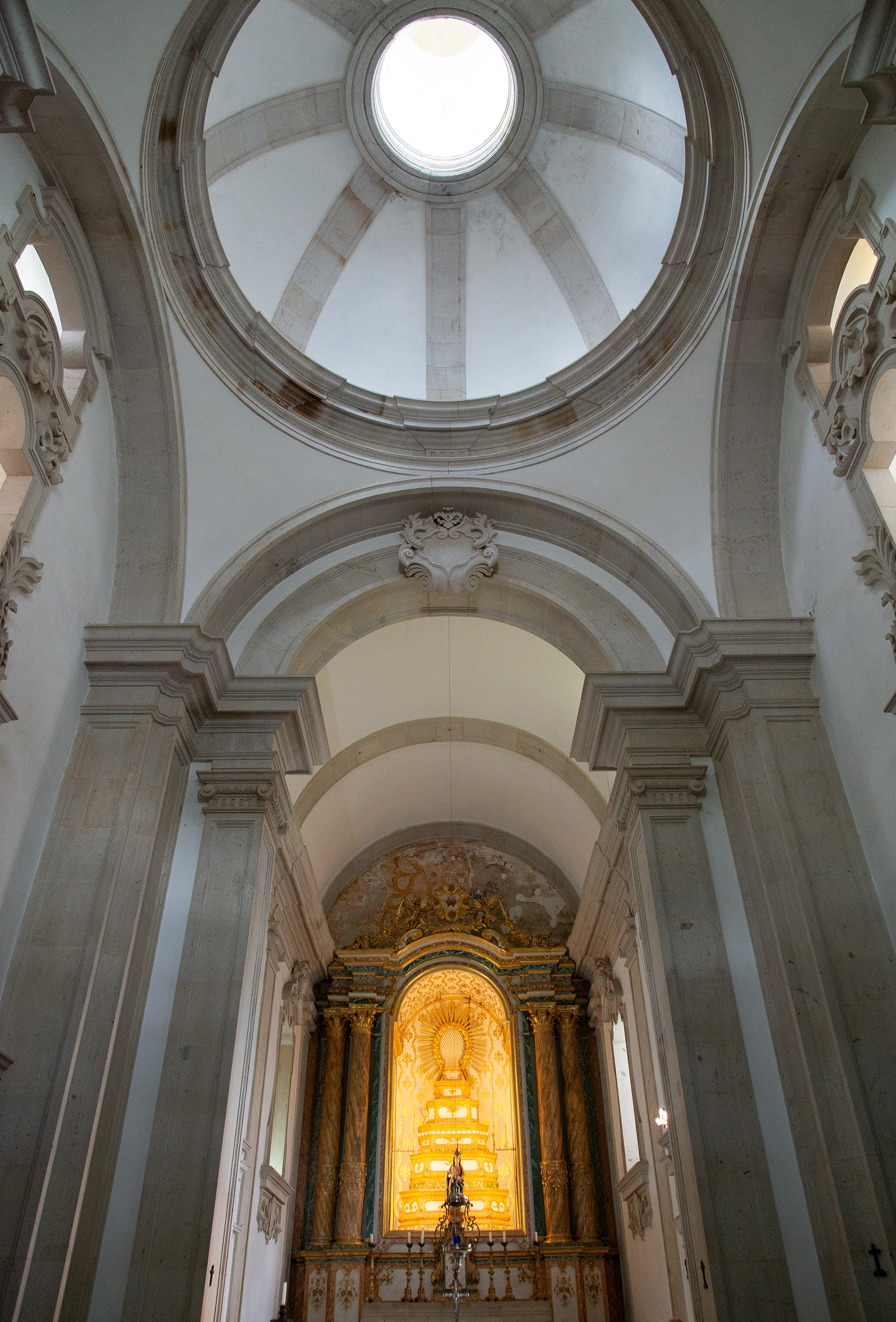
Kapelle
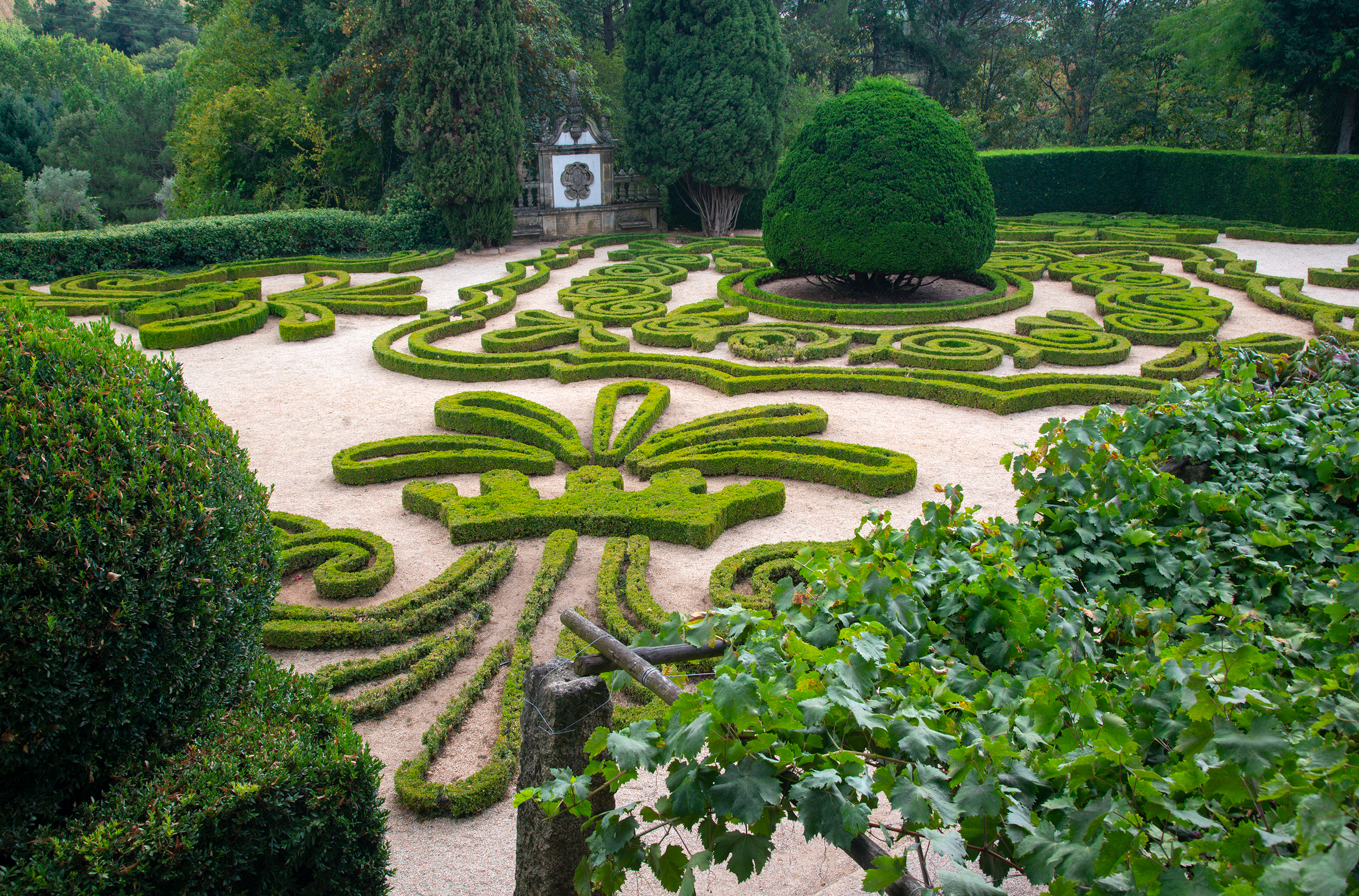
Park
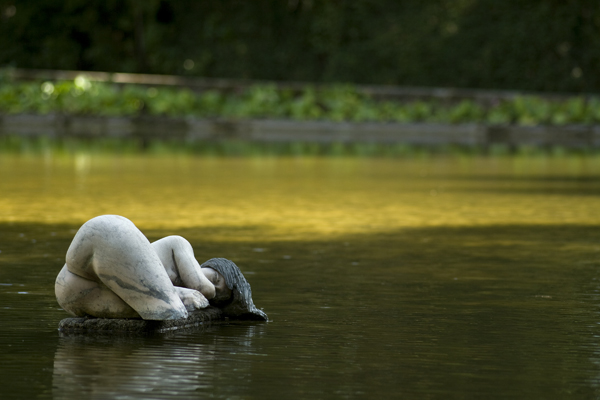
Park (João Cutileiro)